# میخایلوفکا (شهرستان خایبولینسکی، باشقیرستان)
میخایلوفکا (انگلیسی: Mikhaylovka, Khaybullinsky District, Republic of Bashkortostan) یک شهرک در شهرستان خایبولینسکی استان باشقیرستان کشور روسیه است.